# Les Deux Visages d'Amanda
Pour plus de détails, voir Fiche technique et Distribution.
Les Deux Visages d'Amanda ou Sous le visage d'un ange (Amanda Knox: Murder on Trial in Italy) est un téléfilm américain de Robert Dornhelm basé sur une histoire vraie (le meurtre de Meredith Kercher), et diffusé le 21 février 2011 sur Lifetime.

## Synopsis
En septembre 2007, Amanda Knox, étudiante de 20 ans à Seattle dans l'État de Washington, part poursuivre ses études à Pérouse, en Italie, durant un an. Le 1er novembre, Meredith Kercher, sa colocataire d'origine britannique, est retrouvée dans sa chambre, nue et la gorge tranchée. La police aidée par le procureur chargé de l'enquête Giuliano Mignini, pense, tout d'abord, à un rituel satanique qui aurait mal tourné avant de porter ses soupçons sur Amanda, son petit-ami Raffaele Sollecito et un certain Rudy Guede, un dealer.

## Fiche technique
- Titre original : Amanda Knox: Murder on Trial in Italy
- Titre français : Les Deux Visages d'Amanda ou Sous le visage d'un ange
- Réalisation : Robert Dornhelm
- Scénario : Wendy Battles
- Pays d'origine :  États-Unis
- Langue originale : anglais
- Dates de sortie : 
  - États-Unis : 21 février 2011 sur Lifetime
  - France : 4 février 2012 sur TF1 ; 13 avril 2016 sur TMC

## Distribution
- Hayden Panettiere (VF : Olga Sokolow) : Amanda Knox
- Vincent Riotta (en) (VF : Sylvain Lemarié) : le procureur Giuliano Mignini
- Marcia Gay Harden (VF : Anne Deleuze) : Edda Mellas, la mère d'Amanda
- Paolo Romio (VFB : Sébastien Hébrant) : Raffaele Sollecito
- Simonetta Solder (VFB : Marcha Van Boven) : inspecteur Navarra
- Fausto Maria Sciarappa (it) (VFB : Olivier Cuvellier) : inspecteur Alicastra
- Amanda Fernando Stevens : Meredith Kercher
- Djibril Kébé (it) : Rudy Guede
- Timothy Martin : Patrick Lumumba
- Valentina Carnelutti (it) (VFB : Laurence César) : Dr Patrizia Stefanoni
- Stefano Santospago (it) (VFB : Franck Dacquin) : l'avocat Giordano
- Mattia Sbragia (VFB : Jean-Paul Landresse) : le juge Massei

Adaptation VF : Xavier Hussenet

## Attribution des rôles
Les actrices Lindsay Lohan, Megan Fox, Kristen Stewart et Emily Blunt avaient toutes été auditionnées pour le rôle d'Amanda Knox mais c'est finalement Hayden Panettiere qui a obtenu le rôle.

## Accueil

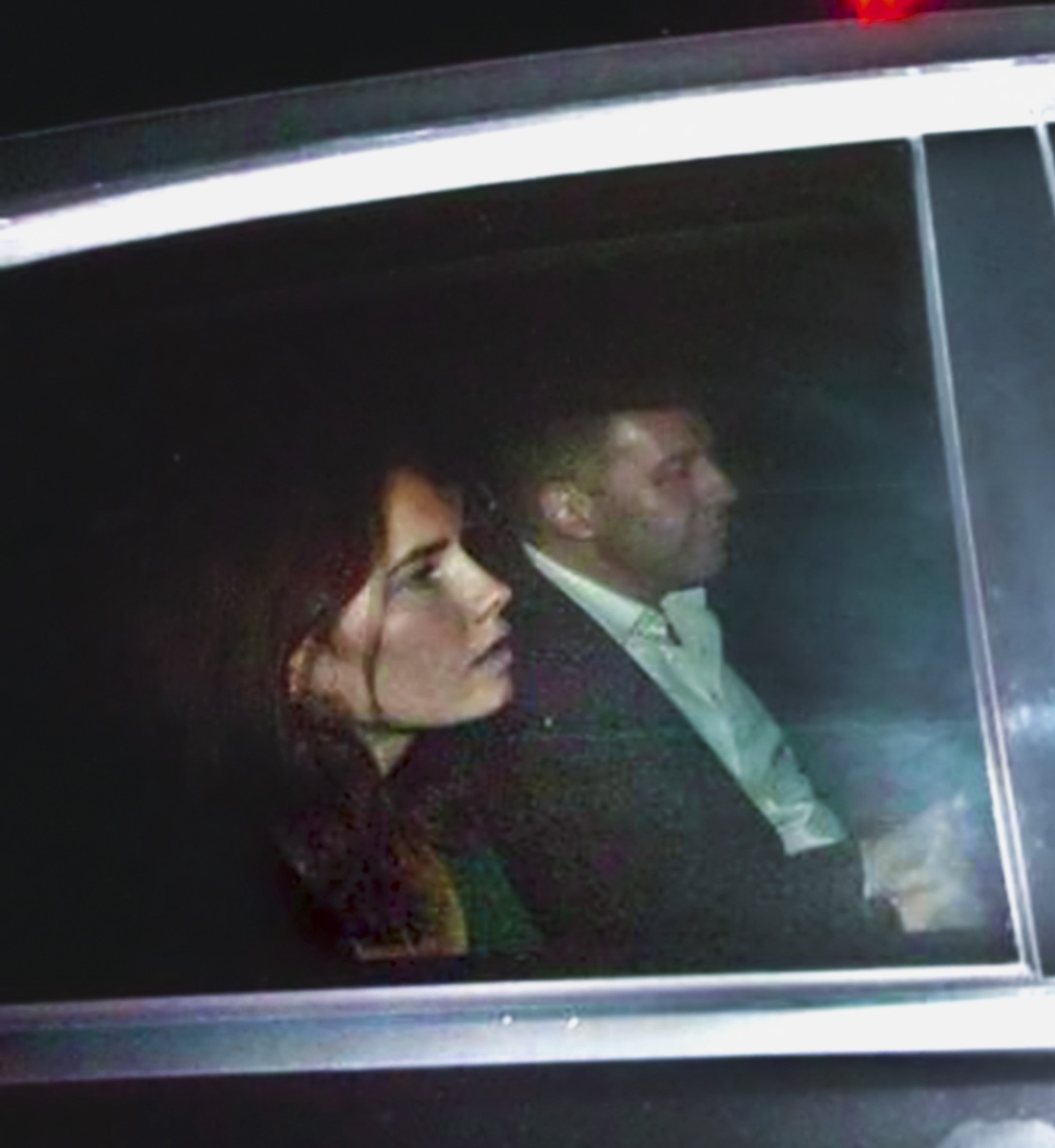
La vraie Amanda Knox quittant la prison de Pérouse avec Corrado Maria Daclon, Secrétaire général de la Fondation Italie-États-Unis.

### Avant la diffusion
Le 3 février 2011, les parents de Meredith Kercher, John et Arline Kercher, décrivent certaines scènes du téléfilm comme étant « très pénibles ».[réf. nécessaire] John Kercher déclare : « Elles sont absolument horribles et j'ai demandé que les photos soient retirées » en parlant de la scène où Meredith se fait attaquer puis tuer par ses amis.[réf. nécessaire] John et Arline Kercher déclarent aussi : « les producteurs vont trop loin » et l'avocate d'Amanda Knox demande alors à la production d'abandonner ce projet mais la production refuse.[réf. nécessaire] L'actrice Hayden Panettiere déclare ensuite : « J'espère et je ne pense pas que la famille sera en colère contre la manière dont le téléfilm a été fait. »[réf. nécessaire] Les avocats de l'accusée ont déposé le 5 février une injonction afin de bloquer la diffusion du téléfilm et retirer les promotions.

### Après la diffusion
Lors de sa première diffusion, le téléfilm a réuni plus de 2,8 millions de téléspectateurs. Selon The Daily Telegraph, la production du téléfilm aurait toujours été compliquée, car l'affaire elle-même contient beaucoup de doutes et de nombreuses incohérences.[réf. nécessaire]